# Antonín Chittussi

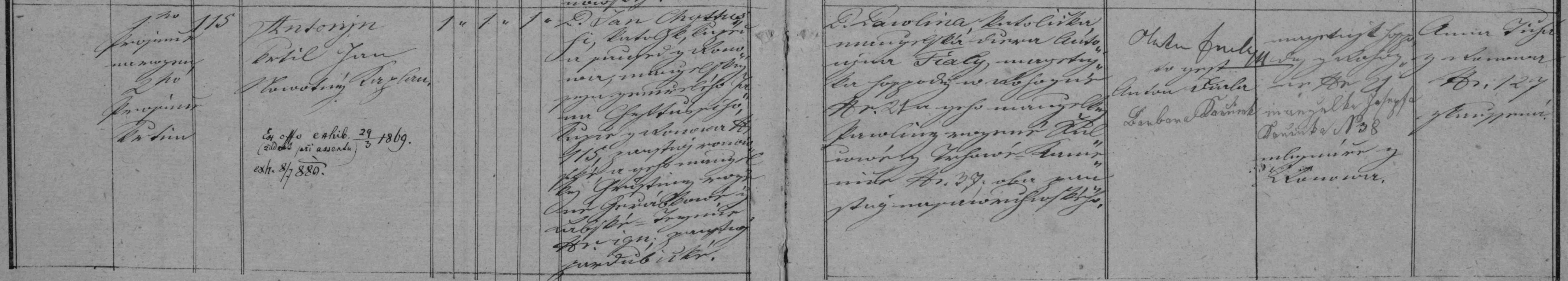
záznam o narození a křtu Antonína Chittusiho, matrika N 1835–1848 Ronov nad Doubravou

Antonín Chittussi (1. prosince 1847 Ronov nad Doubravou – 1. května 1891 Praha) byl český krajinář 19. století, žák J. M. Trenkwalda a Jana Swertse, nástupce Adolfa Kosárka a předchůdce Antonína Slavíčka. Je považován za jednoho z nejslavnějších českých malířů 19. století.
Narodil se v česko-italské rodině, studoval na Akademii výtvarných umění v Praze, uměleckých školách v Mnichově a ve Vídni. Byl blízkým přítelem české malířky Zdenky Braunerové.

## Život

### Mládí

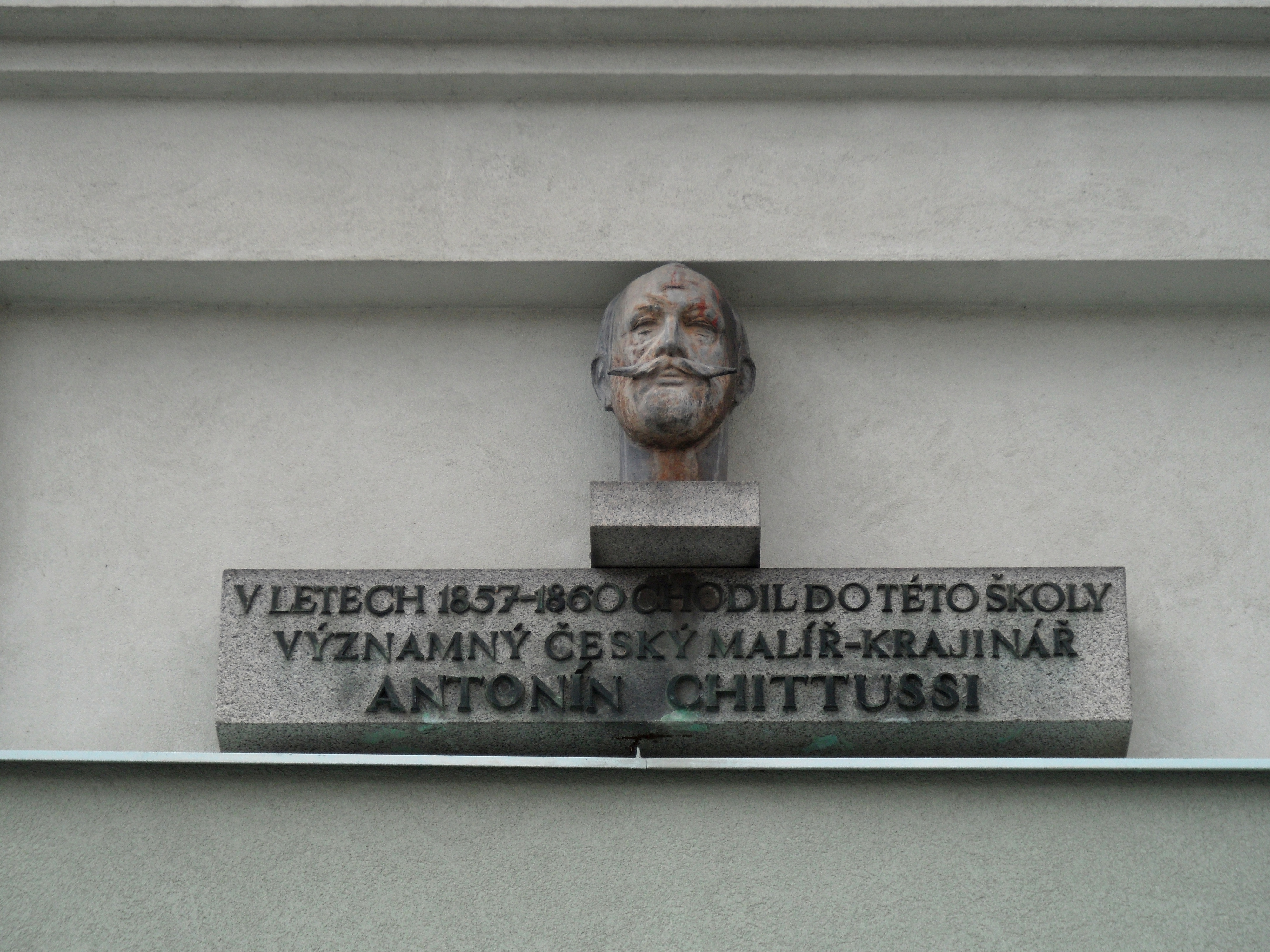
Pamětní deska v Čáslavi, kde studoval

Narodil se jako nejstarší syn z pěti sourozenců (naživu zůstali čtyři, on a tři sestry). Jeho otec Jan byl jedním ze čtyř dětí Johanna Chittussy, dědečka Antonína Chittussiho,  kupce z Ferrary, města na severu Itálie, který přišel za napoleonských válek do Čech. Oženil se tu s rodačkou z Labské Týnice Kristinou Jeřábkovou a jeho novým bydlištěm se stalo městečko Ronov nad Doubravou pod Železnými horami na okraji Vysočiny. Postavil si tam dům a usadil se. Po smrti Johanna Chittussyho se jeho syn Jan, malířův otec, ujal obchodu. Byl to vzdělaný muž, který se projevoval vždy jako český vlastenec. V roce 1860 byl zvolen ronovským starostou (tehdy si také změnil písemnou podobu svého příjmení z Chittussy na Chittussi).  Oženil se s Pavlínou Fialovou, dcerou hostinského z Rohozné. Jako první se jim narodil syn Antonín Chittussi. Jakožto jediný syn ze čtyř žijících sourozenců byl pokládán za rodového nástupce v obchodě. U Antonína se ale od mládí projevovalo výtvarné nadání, které mohl rozvíjet při studiu reálného gymnázia v Čáslavi a v Kutné Hoře, kde ho učil kreslení František Bohumír Zvěřina, absolvent krajinářské školy na pražské Akademii.

### Studium na uměleckých školách
V osmnácti letech odjel Antonín Chittussi do Prahy, kde začal původně studovat na technice (1865–1866). Za dva roky ale vstoupil na pražskou Akademii výtvarných umění (prof. Emanuel Rom, Antonín Lhota), kde v té době též studovali Mikoláš Aleš, Jakub Schikaneder, Josef Tulka, Josef Václav Myslbek, František Ženíšek. Akademie mu však svou úrovní nevyhovovala a proto ji opustil a studoval na uměleckých školách v Mnichově (1869, prof. Hermann Anschütz) a ve Vídni. Ve Vídni zároveň nastoupil k vojenské službě. Nacházel tam ale, stejně jako doma, jenom rutinované, akademicky zaměřené profesory, takže se zase vrátil do Prahy, aby tu studoval u prof. Josefa Matyáše Trenkwalda (1870–1872). Roku 1872 odejel na studijní cestu do Uher a poté se potřetí vrátil na pražskou Akademii, tentokrát do ateliéru historické malby Jana Sweertse.
Na Akademii se roku 1875 zapletl do studentských protestů proti německému profesorovi Alfredu Woltmannovi, který v Praze přednášel dějiny umění. V jeho pojetí této tematiky se projevoval naplno německý šovinismus, když tvrdil, že starší české umění bylo převážně německého původu. To velice pobouřilo české studenty, kteří uspořádali protestní akci a donutili profesora Woltmanna opustit budovu Akademie. Hlavními aktéry incidentu byli Mikoláš Aleš a Antonín Chittussi. Po následném policejním vyšetřování a odpykání trestu (5 dní vězení), opustili oba na doporučení akademických představitelů školu. Po opuštění školy začal pracovat jako ilustrátor různých časopisů, hlavně časopisu Česká včela, kam přispívali i spisovatelé a básníci Jan Neruda, Jaroslav Vrchlický, Eliška Krásnohorská nebo Julius Zeyer.
Antonín Chittussi se stal populární u pokrokové veřejnosti a dostal se tak do vlasteneckých společenských a uměleckých kruhů. Seznámil se také s rodinou advokáta a poslance JUDr. Františka Augusta Braunera a jeho ženy Augusty Braunerové, amatérské malířky a mecenášky umění, pocházející ze šlechtické rodiny. Brzy se spřátelil hlavně s jejich dcerou Zdenkou Braunerovou, která byla jeho žačkou a pozdější významnou českou malířkou a výtvarnicí. Oba se zajímali o krajinomalbu a vedli spolu vášnivé diskuse o umění. To ona byla iniciátorkou jeho malířského zaměření na moderní realistické pojetí malby a díky ní se seznámil s existencí slavné francouzské krajinářské školy zvané Barbizonská škola.

## Dílo
Jeho tvorba prošla značným vývojem od historické malby, portrétů a žánrových námětů až k plenérovému krajinářství. Od roku 1879 působil v Paříži. Pod vlivem malířů tzv. barbizonské školy vytvořil později lyrickou syntézu české krajiny a v podání atmosféry se přiblížil impresionismu. V jeho obrazech najdeme motivy z Barbizonského lesa, z Železných hor, jihočeských rybníků.

### Období 1877–1878, Praha, okolí Prahy, povodí Vltavy
V roce 1877 si se svým spolužákem z Akademie Františkem Ženíškem pronajal ateliér na vltavském nábřeží. Teprve tady, ve svých třiceti letech, začal profesionálně malovat. Putoval za svými náměty do přírody v okolí Prahy i do pražských ulic. Maloval hlavně figurální motivy, portréty a žánrové náměty. Postupně se stále více věnoval malbě krajiny. (Záliba v krajinomalbě a schopnost intenzivně se do krajiny vcítit se u Chittussiho projevila již při cestě po Uhrách v roce 1873.) Kreslil v Troji, na Petříně, u Vltavy v Davlii a na Zvíkově, vytvořil i několik olejomaleb, např. Přívoz u Davle, 1878. Přestože byly jeho práce již tehdy velmi zdařilé (Jaroslav Vrchlický napsal na jeho obrazy dva sonety), neprojevil se v nich ještě naplno autorův talent.

### Období 1878–1879, Bosna
Počátkem roku 1878 vypukla rusko-turecká válka a její průběh vzbudil mezi českými vlastenci vědomí solidarity s balkánskými Slovany. Stejné pocity měl jistě i Antonín Chittussi, který byl od mládí veden k vlastenectví. Po uzavření rusko-tureckého míru se rozhodlo Rakousko-Uhersko vojensky obsadit Bosnu a Hercegovinu a tak musel jako povolaný záložník odjet na frontu do západní Bosny. Trpěl fyzicky, ale zejména psychicky při pohledu na zničené vesnice a jejich chudé, hladovějící obyvatele bez přístřeší. Útěchou v této nelehké době mu byla korespondence se Zdenkou Braunerovou, ze které je patrný probouzející se oboustranný milostný cit, i s její matkou Augustou Braunerovou, která věřila v jeho malířský talent a povzbuzovala ho. I ve válce vnímal malíř divokou krásu Dinárských hor a ze strastiplného vojenského pobytu, který naštěstí netrval dlouho, přivezl řadu kreseb, akvarelů a drobných olejů. Po návratu uspořádal úspěšnou výstavu svých prací v Praze v Umělecké besedě a na sklonku roku 1878 ve Vídni a podařilo se mu, za přispění přátel, shromáždit finanční prostředky a uskutečnit studijní cestu do Paříže.

### Období 1879–1884, Francie
Antonín Chittussi přijel do Paříže na jaře roku 1879, pár týdnů před zahájením 4. impresionistické výstavy. Na střet s tímto uměleckým směrem nebyl připraven. Pro malíře přijíždějícího z Prahy, která se, v umělecké rovině, zabývala výzdobou Národního divadla, to byl příliš silný nápor. V Paříži se chtěl hlavně seznámit zblízka s díly mistrů Barbizonské školy a důkladně je prostudovat. Brzy pochopil že k tomu, aby mohl navázat na francouzské krajinářství, bude muset zapomenout na vlastní malířskou minulost. Znamenalo to oprostit se od žánrových námětů a začít znovu od začátku, jak sám napsal v dopise Augustě Braunerové „posavadní činnost má byla nadarmo“. Rozhodl se odjet do Barbizonu, míst, která už před ním objevili malíři jako Théodore Rousseau, Charles Daubigny, Jules Dupré nebo Camille Corot a tvořili tu svá díla. Snahou těchto malířů bylo zobrazovat krajinu jako nositelku duševní nálady. K tomu bylo třeba důkladně studovat přírodu a její proměny v denních hodinách i ročních obdobích. To Chittussimu velice vyhovovalo, mohl tak uplatnit svoji jižanskou smyslovou vnímavost, slovanskou zádumčivost a schopnost empatie a k tomu přidat francouzskou lehkost a moderní způsob zobrazování reality. Maloval v těchto místech své Podzimy ve Fontainebleau, Vřesoviště, Západy slunce. Pilnou prací a studiem tvorby stejně zaměřených malířů dosáhl Chittussi ve velice krátké době vysoké úrovně krajinářského realismu. Z českého malíře Chittussiho se ve Francii stal umělec.
V roce 1880 se vrátil malíř z Barbizonu do Paříže, kde si pronajal ateliér na rue Blanche, čís. 8. Stýkal se s francouzskými malíři, svými vrstevníky, jejichž jména již pro nás dnes nejsou důležitá. Podporu a všestrannou pomoc mu nabídl hned po jeho příjezdu do Francie pařížský literát Élémir Bourges, budoucí manžel Anny Braunerové, sestry Zdenky. Antonín Chittussi se v tomto období vydával za svými náměty k řece Seině. Zobrazování vodních hladin řek, potoků, jezer a později i rybníků bylo jedním z velkých témat malíře. Rozsáhlý tematický okruh krajin s řekou představují v jeho díle např. obrazy Krajina u řeky, nebo Krajina s řekou. Velmi rád zobrazoval i přístaviště, nákladní čluny, plovoucí prádelny (bateaux-lavoirs) a další lodě plující po řece. Stále ho přitahoval i námět krajin se zapadajícím sluncem, jak je maloval ve Fontainebleau a i v tomto období se k němu vracel. Ve stejné době vytvořil i zdařilý obraz Krajina se zřícenou zdí (Spáleniště v Champigny). Určitý první dotek impresionismu by se dal vysledovat v díle Nádraží v Paříži, neboť svým námětem i zobrazením páry připomíná obraz Édouarda Maneta Le chemin de fer (Železnice) z roku1873. Stejně tak v díle Na dráze orleánské použil oblíbený impresionistický námět vlaku jedoucího krajinou a louka plná vlčích máků zde připomíná dílo Claude Moneta.
V roce 1882 přijal Antonín Chittussi pozvání knížat Radziwillů a odjel na jejich zámek v Ermenonville, blízko Senlis, kraje plného jezer. Díla z tohoto období se bohužel nezachovala, kromě jednoho krásného obrazu Labutě na jezeře. Krajina na něho zřejmě silně zapůsobila, ale prostředí zámku a šlechta v něm žijící, v něm mnoho sympatií nevyvolávala. Po půlročním pobytu se vrátil do Paříže. V roce 1882 navštívil krátce Prahu, což učinil za svého pařížského pobytu několikrát. Měl v té době jedno velké přání. Toužil namalovat rozměrný obraz, v němž by zobrazil českou krajinu francouzskou malířskou technikou. Chtěl také prosadit v pařížském Salonu dílo s českým námětem. Již předtím vypozoroval, že na Salonech jsou většinou vystavována a dobře hodnocena velkorozměrová plátna, jak o tom píše i ve své korespondenci Augustě Braunerové. Záměr se mu podařilo realizovat téměř dvoumetrovým plátnem Z Českomoravské vysočiny, kterým obeslal pařížský Salon. Uznání, kterého se obrazu i jeho autorovi dostalo v hlavním městě Francie, bylo pro Chittussiho určitě zadostiučiněním. Z dalšího roku 1883 ve Francii, ale již opět neexistuje žádná dokumentace jeho tvorby. Příští rok 1884, znamená dražbu děl Antonína Chittussiho v Hôtelu Drouot a připravovaný návrat do Čech.
Pokud se týká jeho vztahu se Zdenkou Braunerovou, čekalo ho jedno velké zklamání. Osobně se setkávali jen krátce, v Praze, v Roztokách u Prahy, kde měla rodina Braunerova letní sídlo, nebo při krátkém prvním pobytu Zdenky v Paříži v roce 1881, a své myšlenky, dojmy a pocity si tak sdělovali jen ve své korespondenci. I přesto si Chittussi přál, aby tento vztah byl završen sňatkem se Zdenkou. Ona si ale představovala volnější vztah, aby se mohla plně věnovat malování a výtvarným činnostem, které považovala za své životní poslání. To znamenalo rozchod a zatímco se Antonín Chittussi vrátil do Čech, Zdenka stále častěji pobývala a pracovala v Paříži. Po návratu domů Antonín Chittussi ještě několikrát krátce navštívil Paříž, také v roce 1889, kdy se tam konala Světová výstava.

### Období 1885–1888, Ronov a jihovýchodní Čechy
Po návratu do Čech namaloval ještě dvě zdařilá díla s tematikou řeky Vltavy. Ta se ale nevyrovnala mistrovskému dílu Potok v pahorkatině (Krajina se zříceninou hradu Ronov), které vytvořil, když na čas zavítal do svého rodného kraje. V roce 1886 se na pozvání přátel rozjel do jihovýchodních Čech. Našel tam krajinu širých rovin a obrovských rybníků s množstvím ryb a vodního ptactva. Tato krajina mu dala na čas zapomenout na jeho poraněnou duši. Usadil se nejprve ve vesnici Člunku u Jindřichova Hradce a potom v Třeboni. Začal pracovat na souboru obrazů jihočeských rybníků a tak vznikaly postupně obrazy, jejichž názvy odkazují na známá vodní díla: Lásenický rybník, Kapří rybník u Třeboně a další. Zároveň vytvořil třetí ze svých vrcholných děl Údolí Doubravky za soumraku, 1886, který byl téhož roku vystaven na pařížském Salonu. Tím se splnila i ta část jeho přání, aby byl v Paříži na Salonu vystaven obraz s českou tematikou.
V příštím roce pak namaloval obraz Paříž z Montmartru, 1887, určitou zvláštnost v tvorbě krajináře, který v něm zpracoval téma velkého města. V témže roce se u Chittussiho projevily první zdravotní potíže, způsobené zřejmě častými pobyty ve volné přírodě bez ohledu na počasí. Následující rok namaloval ještě nevelký obrázek jihočeských Prachatic, ale jeho zdravotní stav se neustále zhoršoval.

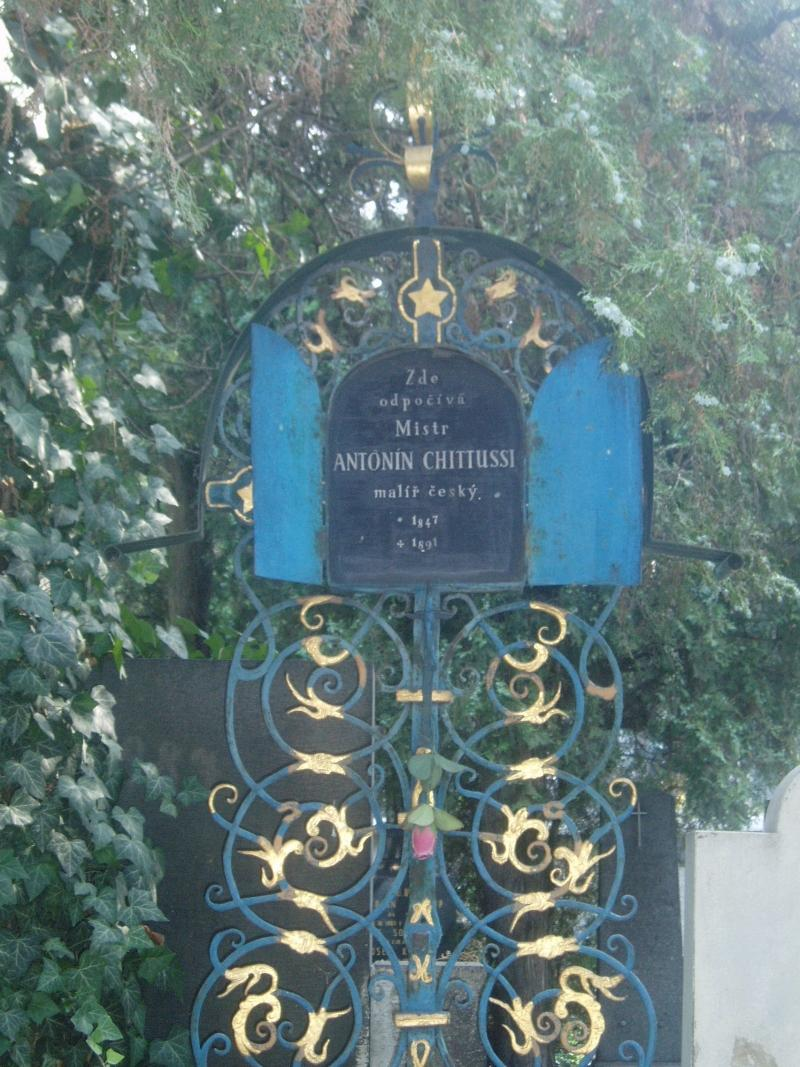
Hrob Antonína Chittussiho na Vyšehradském hřbitově

### Období 1889–1891, Praha, Tatry
Zhoršujícímu se zdravotnímu stavu chtěl čelit další prací a namaloval svůj největší obraz Pohled na Prahu ze Strahova, 1889. Následná výstava jediného obrazu v Rudolfinu se ale nesetkala s úspěchem. Plánoval namalovat ještě velká panoramata Paříže a Říma, ale nedostávalo se mu už sil. Lékaři u něho zjistili tuberkulózu a doporučili léčení. Odjel na léčení do Tater, ale na záchranu zničeného zdraví už bylo pozdě. Z této doby pochází ještě drobné svěží malby většinou přímo z plenéru. Po návratu z léčení zemřel v Praze na Vinohradech, dne 1. května 1891 ve věku 43 let. Je pohřben na pražském Vyšehradském hřbitově.

### Významná díla
- Krajina u Asnières, 1879
- Gentilly-Arcueil, 1879
- Krajina se zřícenou zdí (Spáleniště u Champigny), 1881
- Z Českomoravské vysočiny, 1882
- Potok v pahorkatině (Krajina se zříceninou hradu Ronov) 1885/1886
- Údolí Doubravky za soumraku, 1886
- Rašeliniště u Člunku, 1886
- Lásenický rybník 1886

### Sbírky
Řada malířových obrazů byla rozprodána do soukromých zahraničních sbírek. V České republice mají díla Antonína Chittussiho ve svých sbírkách kromě Národní galerie v Praze i dvě muzea: Muzeum umění Olomouc a České muzeum výtvarných umění v Praze; dále jsou jeho díla také ve sbírkách galerií měst: Hluboká nad Vltavou, Hradec Králové, Cheb, Jihlava, Klatovy-Klenová, Liberec, Litoměřice, Olomouc, Ostrava, Pardubice, Roudnice nad Labem a Zlín.

### Výstavy a kritiky
Po smrti Antonína Chittussiho byl v roce 1892 vystaven soubor 164 jeho obrazů. Celé skupiny umělcových děl jsou ale bohužel pro nás ztraceny; z velké části bosenský cyklus, plátna z Ermenonville a desítky obrazů z barbizonského a pařížského období, které malíř prodal na aukcích v roce 1884.
Vzhledem k rozptýlenosti díla Antonína Chittussiho v muzeích a galeriích různých měst České republiky nebylo jednoduché uspořádat šířeji koncipovanou výstavu jeho tvorby. Tuto situaci komplikoval také fakt, že Antonín Chittussi značnou část svých prací nedatoval a v některých případech datum vzniku díla sám opravil. Tak teprve v letech
- 1975 a 1976 proběhly výstavy s názvem Antonín Chittussi v Gottwaldově, Pardubicích a Liberci,
- 1996 uspořádala Národní galerie v Praze výstavu Antonín Chittussi ve Valdštejnské jízdárně,
- 2007 proběhla výstava Antonín Chittussi a jeho pohledy na česká města v Oblastní galerii Vysočiny v Jihlavě, která představila malíře také jako tvůrce městských vedut,
- 2012 se uskutečnila výstava k 165. výročí narození Antonína Chittussiho s názvem Region a svět ve Východočeské galerii v Pardubicích.

Při hodnocení díla Antonína Chittussiho není dosud zcela vyjasněna otázka, zda a nakolik byl nebo nebyl impresionista. Podle některých kritiků i malířů nebylo možné žít několik roků v Paříži té doby a nebýt přitom tímto malířským směrem ovlivněn. U Antonína Chittussiho se vliv impresionismu však neprojevil v zásadě v jeho malířské technice, ale v rovině teoreticko-filozofické; výběrem některých námětů a důrazem na vyzařování atmosféry díla.
Historikové umění i znalci oboru se však shodují, že Antonínu Chittussimu se podařilo zařadit české krajinářství do evropských souvislostí. Přinesl do české krajinomalby osobitý styl inspirovaný mistry Barbizonské školy s ozvuky impresionismu, které převzaly a rozpracovaly další generace českých krajinářů.
Záznam v Encyklopedii světového malířství na str. 266 mu věnovali autoři PhDr. Mráz a PhDr. Mrázová.

## Zajímavosti
- Chittussiho obraz Krajina se zámkem v Chantilly vyšel v roce 1997 na české poštovní známce. Tato známka vyhrála anketu o nejkrásnější známku roku.
- Jeho jméno nese galerie v jeho rodném městě Ronově nad Doubravou i údolí v jeho rodném kraji a jmenují se po něm ulice v řadě měst včetně Prahy (Praha 6-Bubeneč).
- Chittussiho obraz Při západu slunce z roku 1880 se v aukci v roce 2015 prodal za 2,04 milionu korun[12].

## Galerie

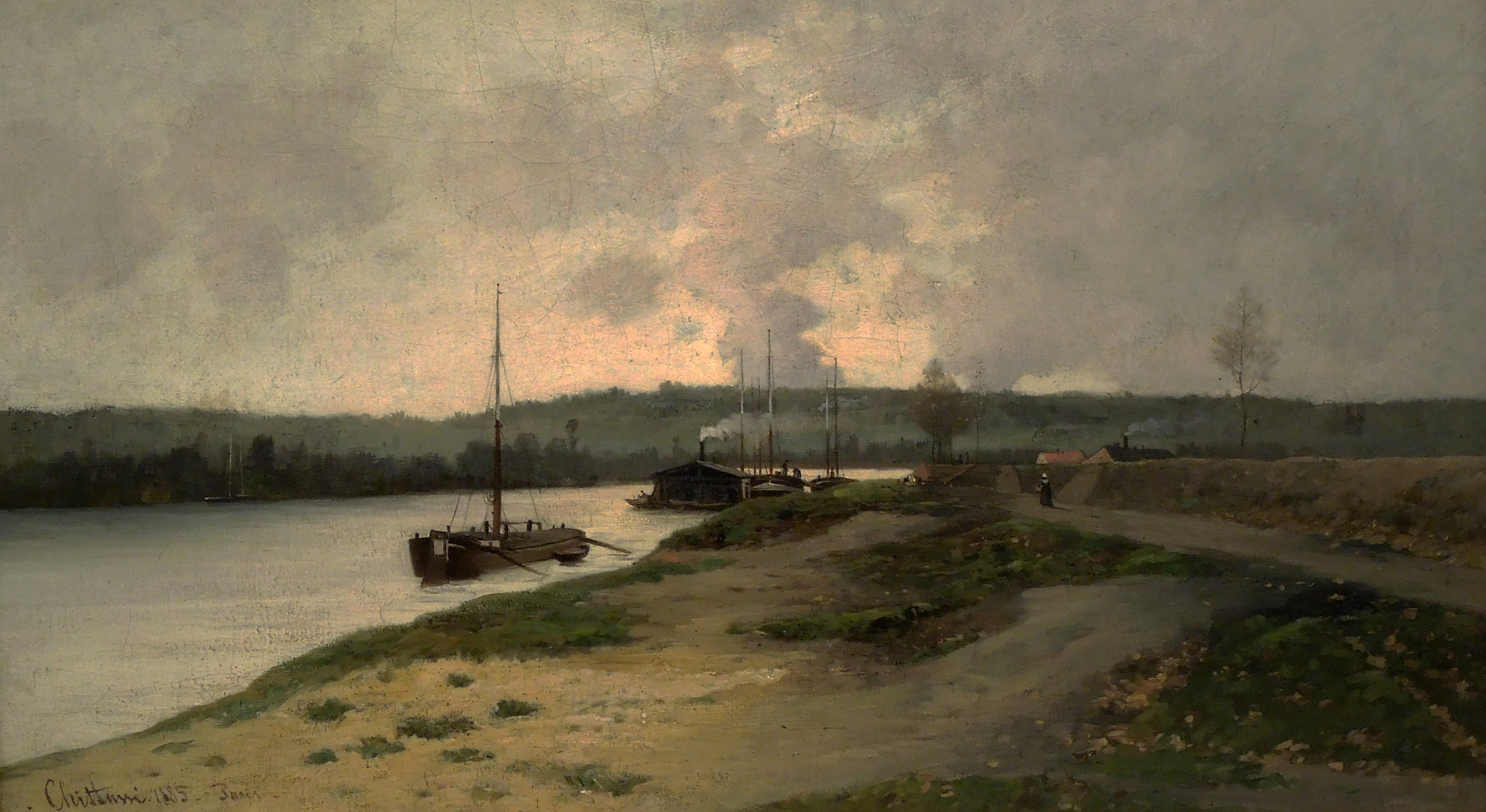
Antonín Chittussi Pohled na Seinu
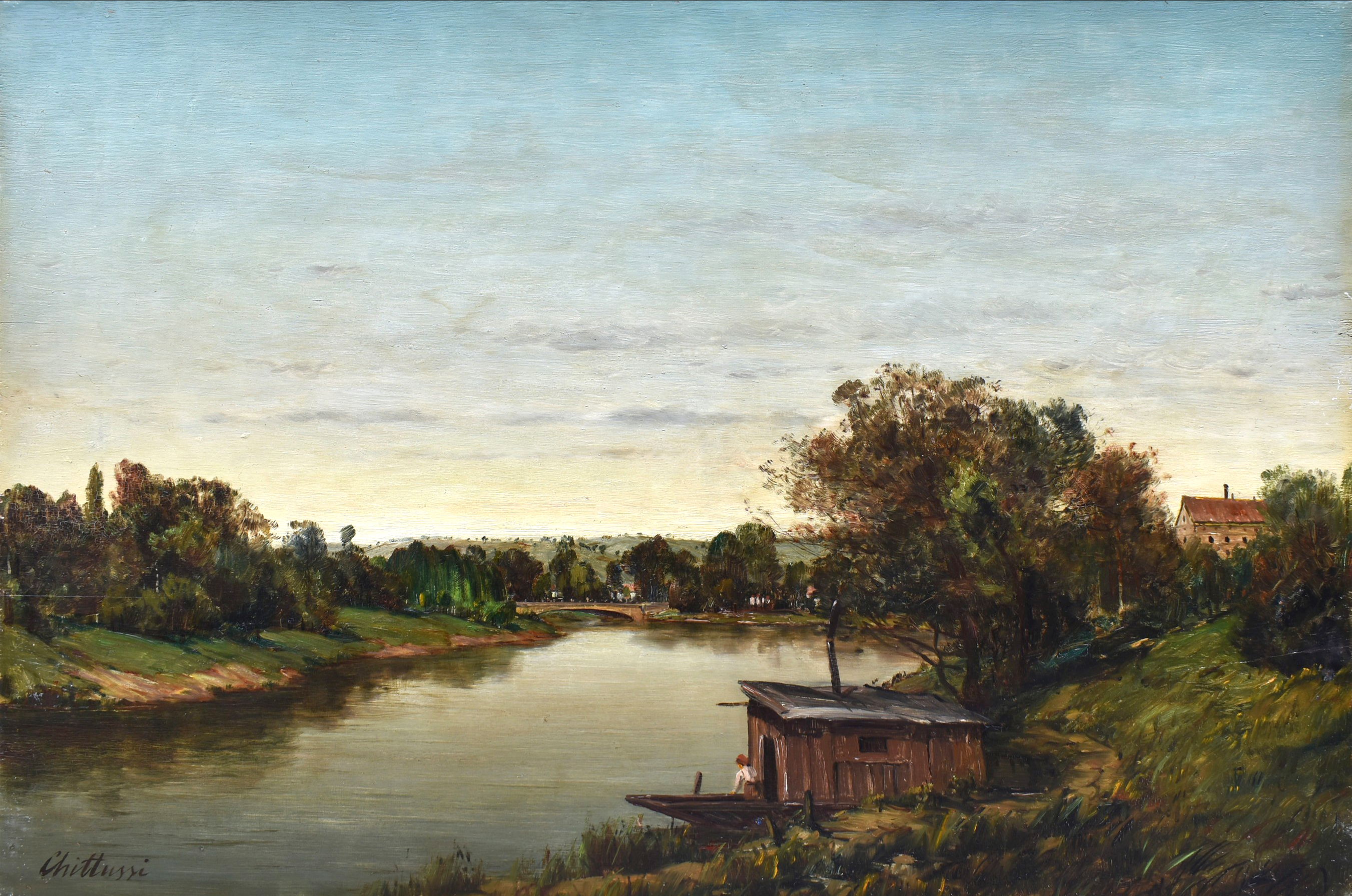
Antonín Chittussi Seina
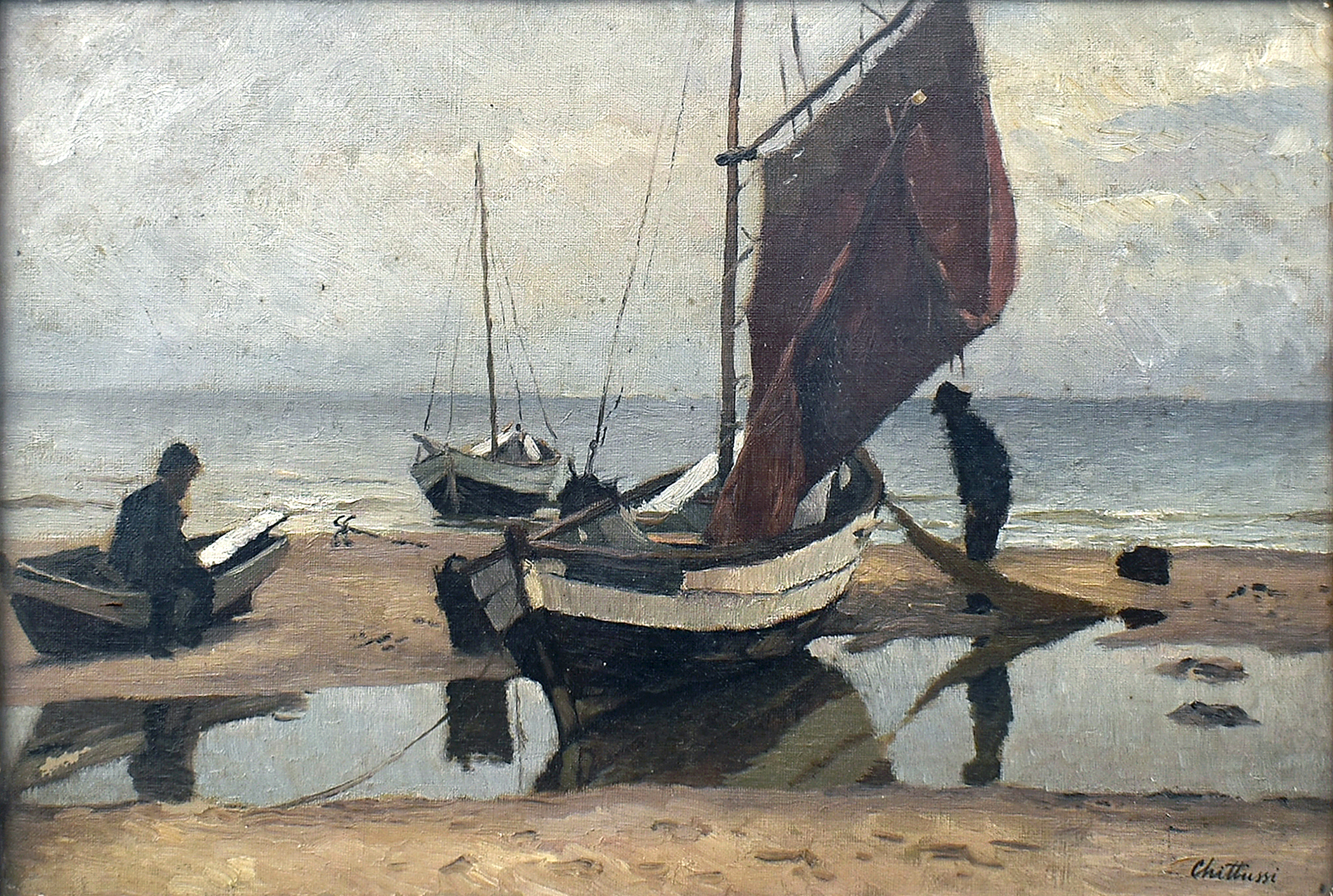
Antonín Chittussi Bretaňští rybáři (1880)
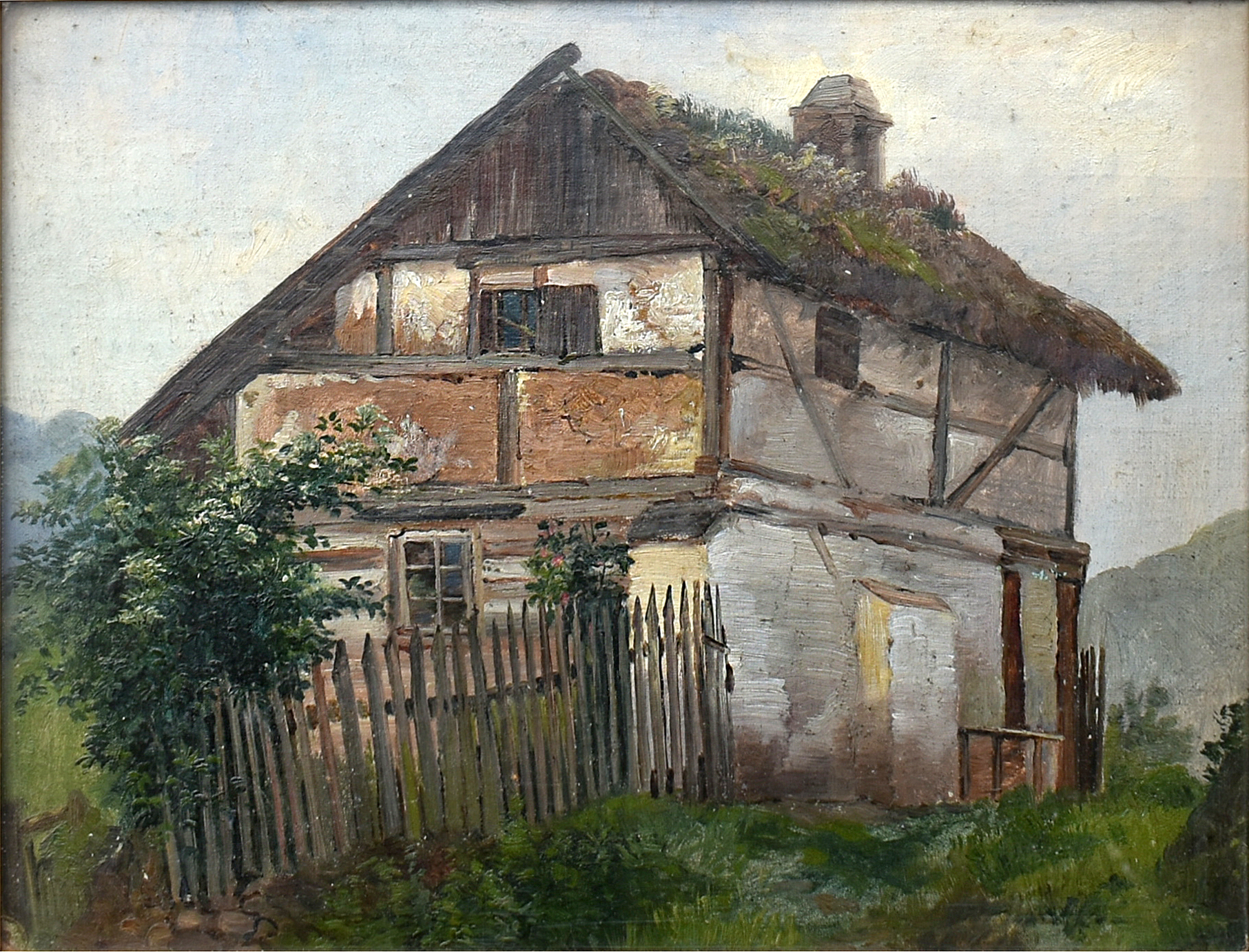
Chittussi Antonín Stavení v Normandii.
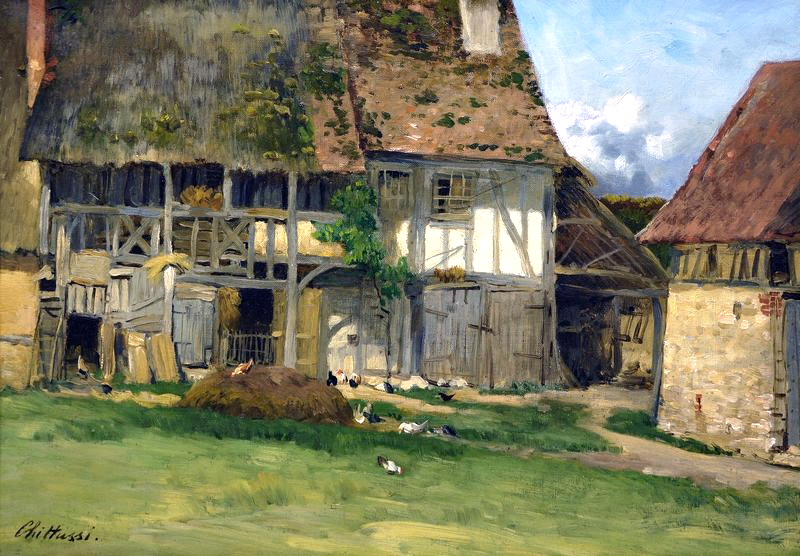
Chittussi Antonín  Statek v Normandii
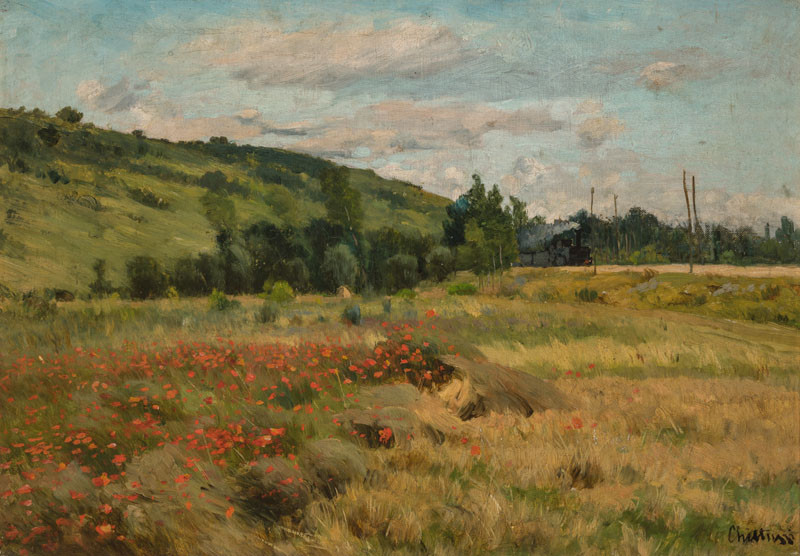
Antonín Chittussi Orleánská dráha
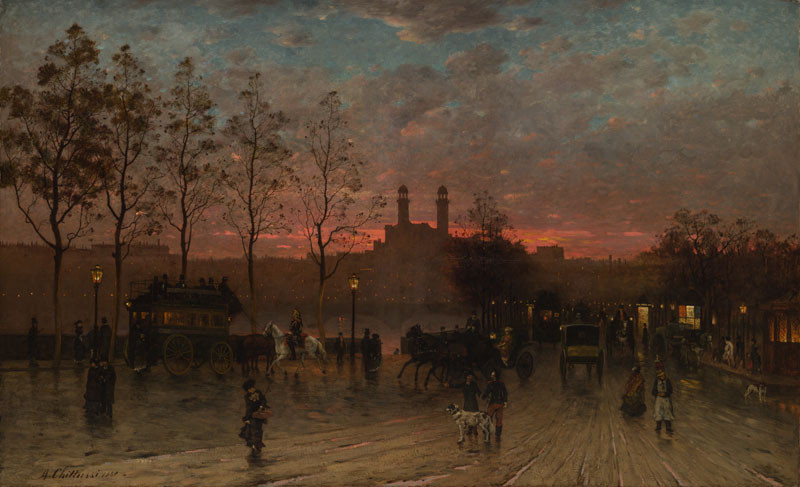
Antonín Chittussi Trocadero v Paříži
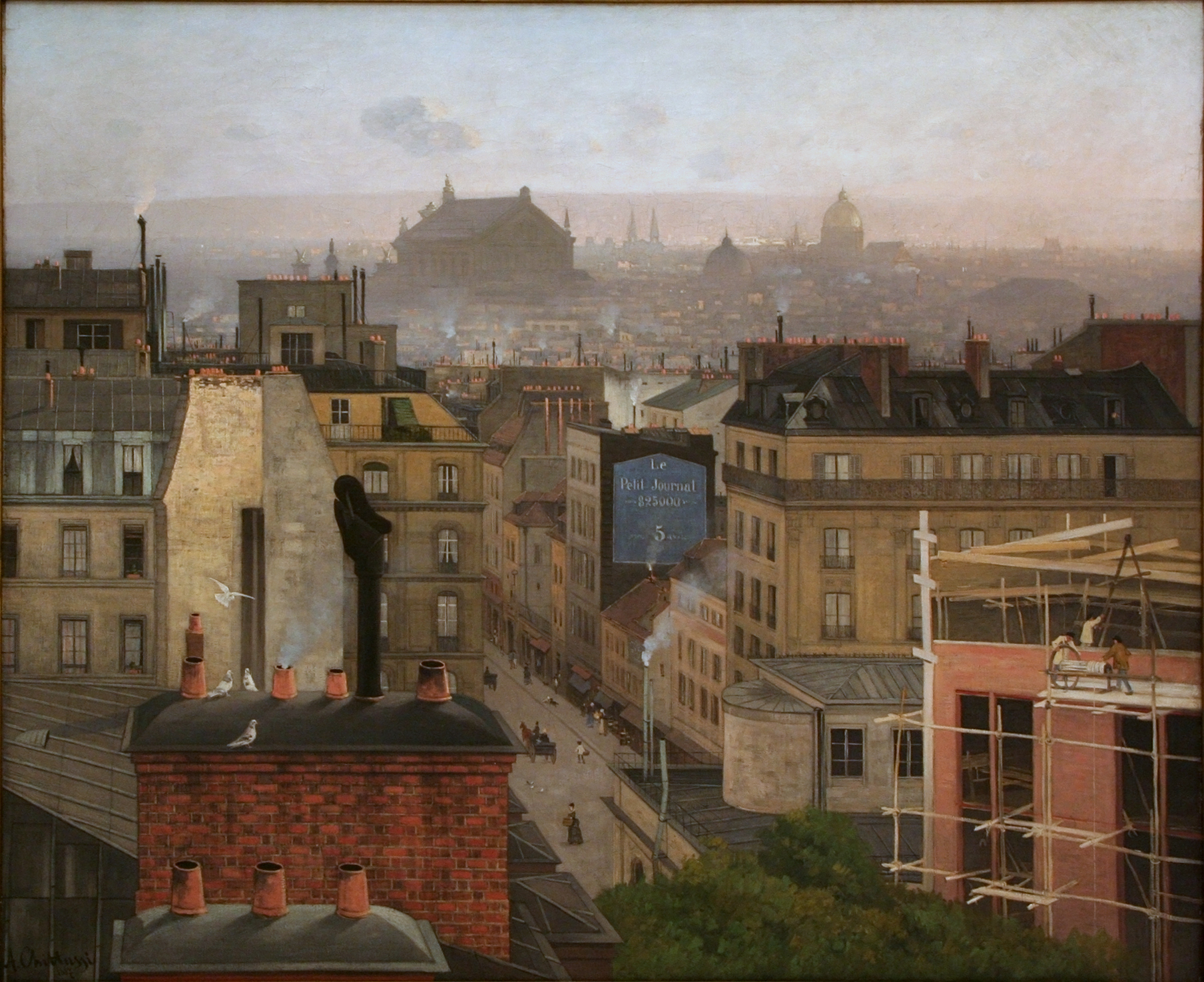
Antonín Chittussi Paříž z Montmartru(1887)
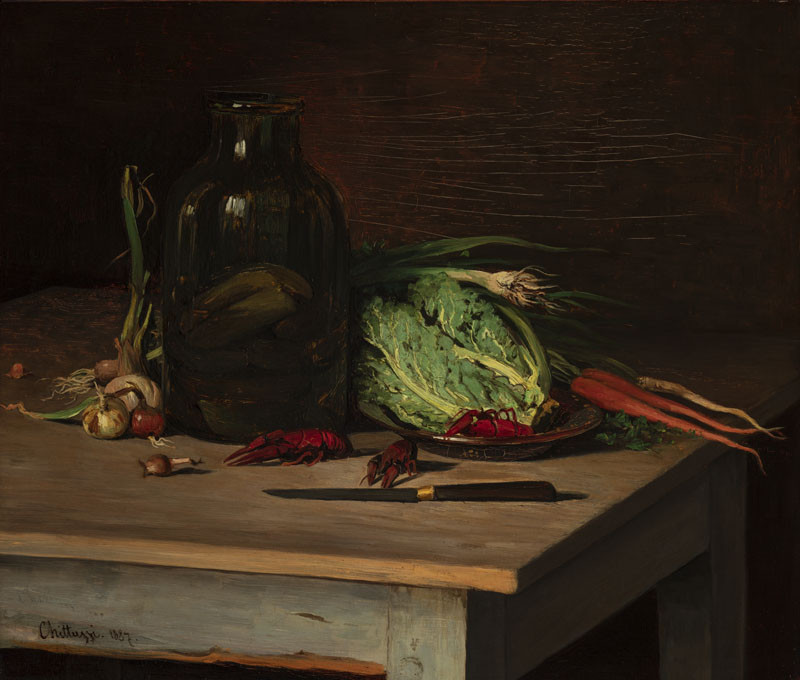
Antonín Chittussi Zátiší
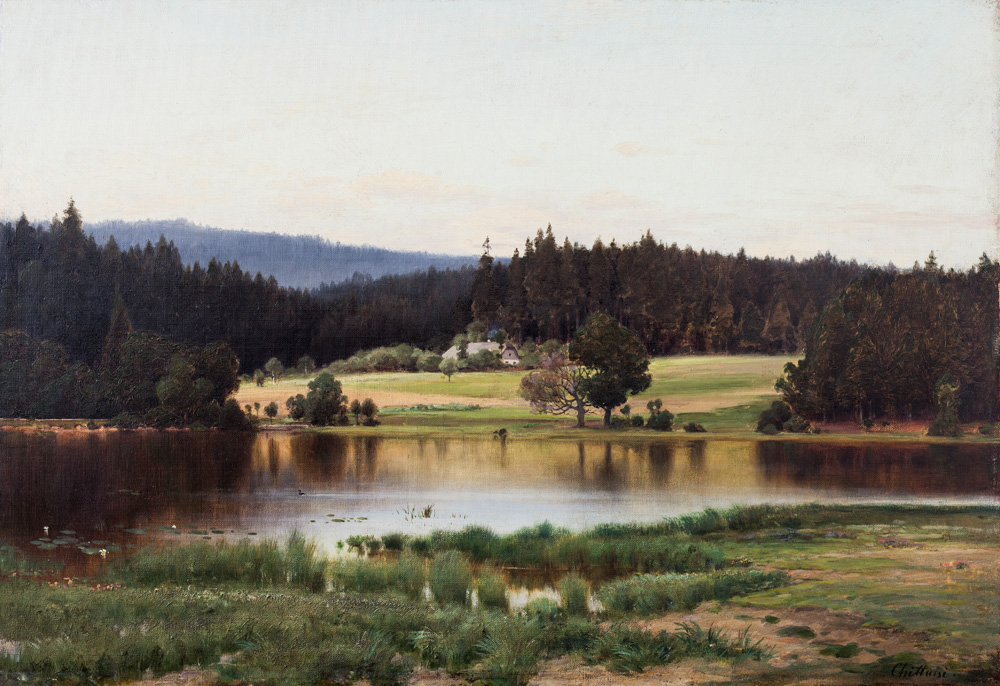
Chittussi Antonín  Lovětínský rybník
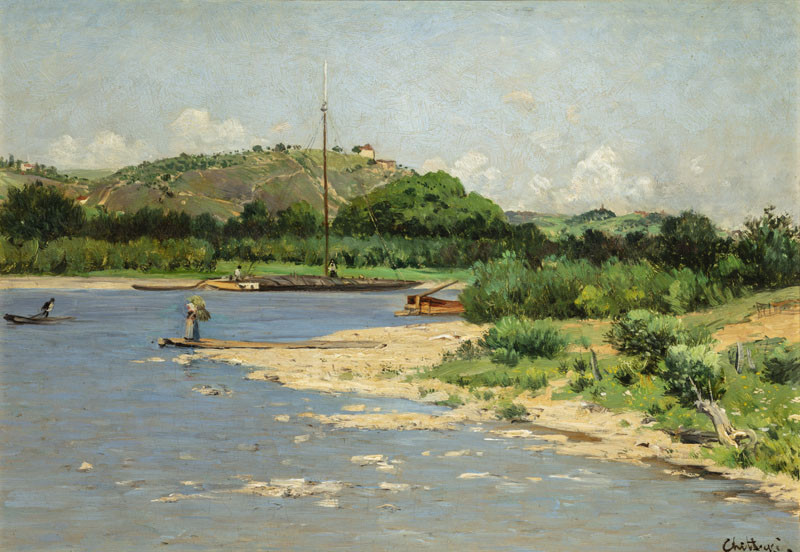
Chittussi Antonín  V Tróji u Prahy
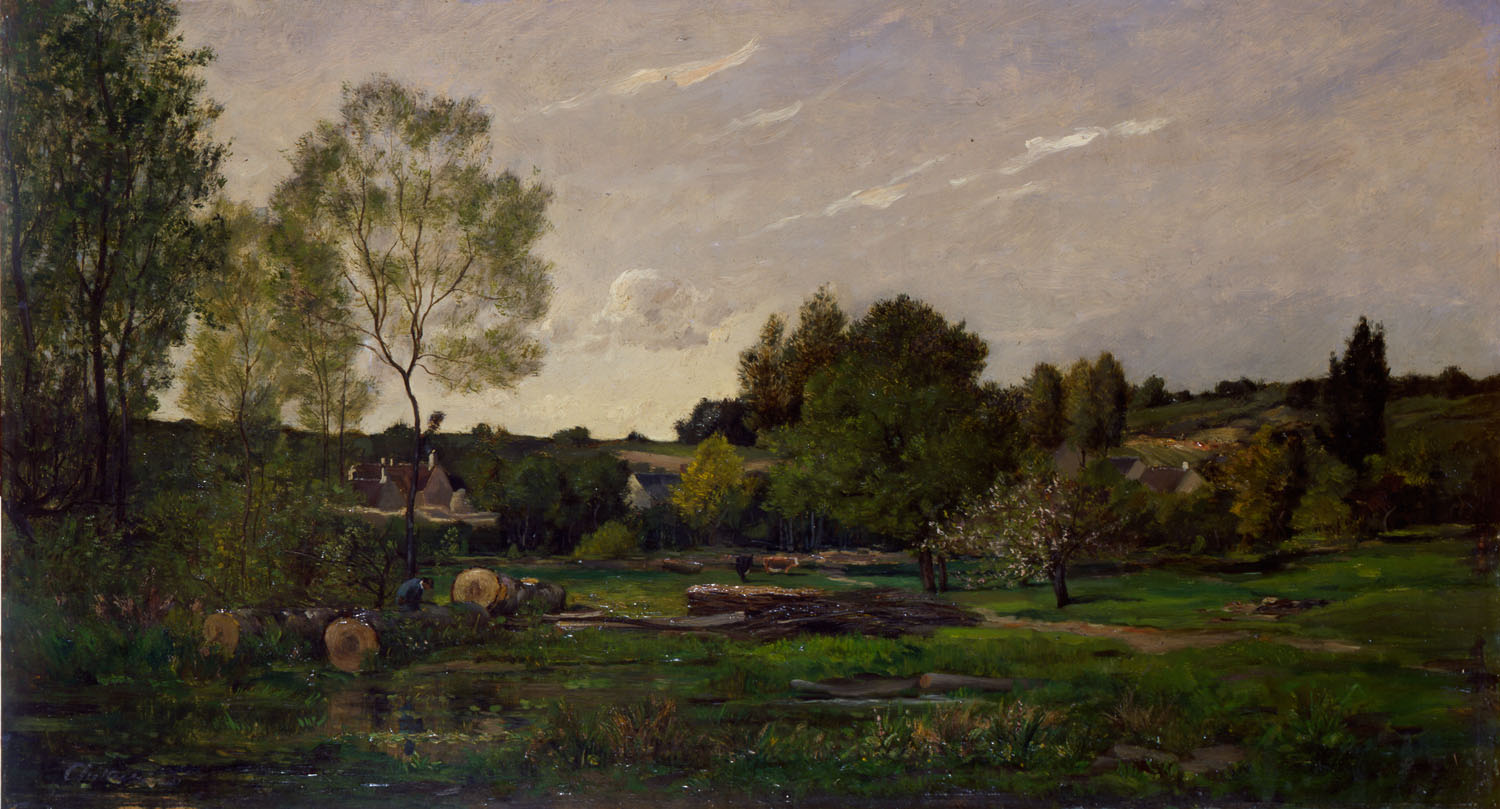
Antonín Chittussi Údolí
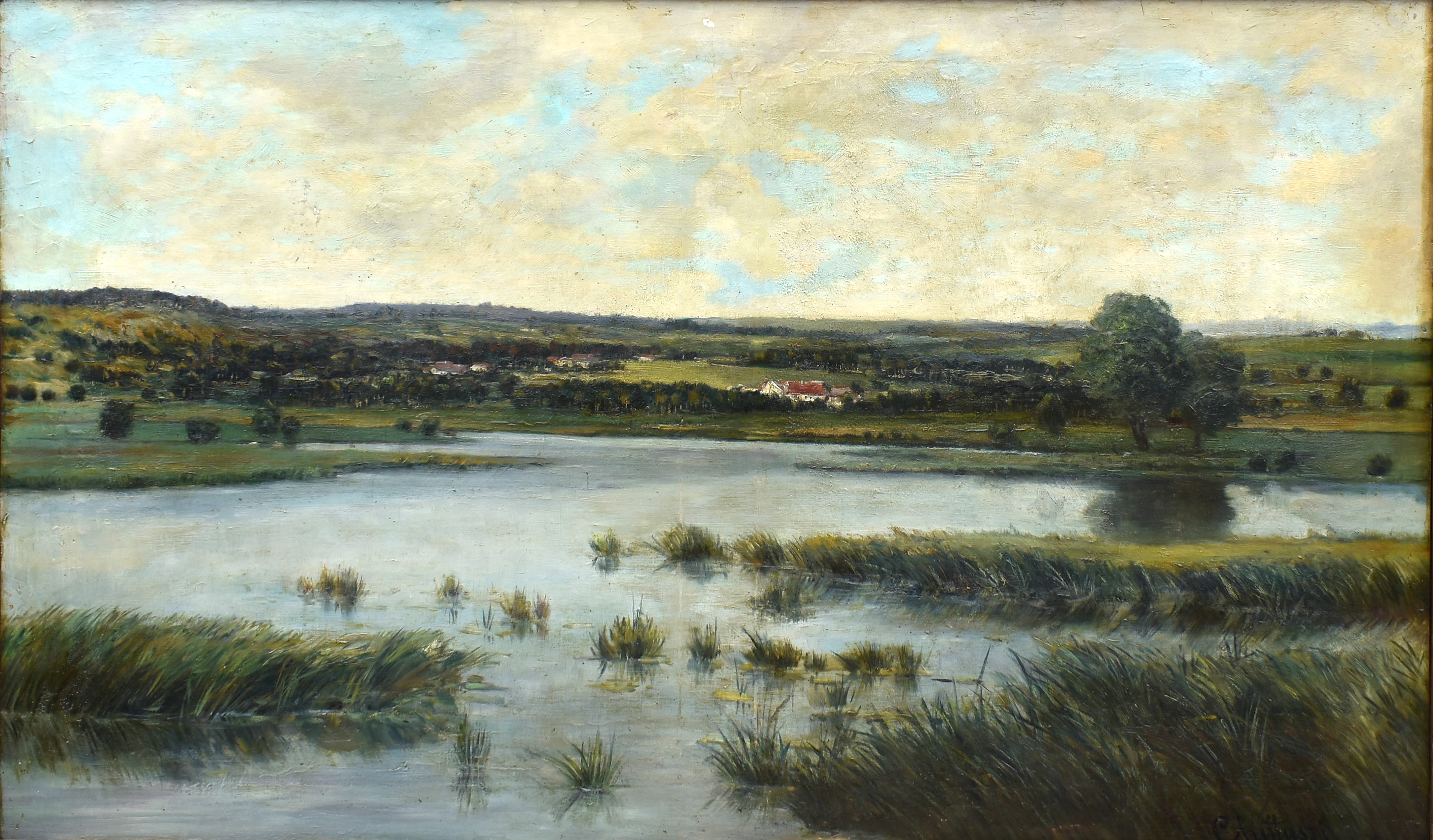
Antonín Chittussi Rybník
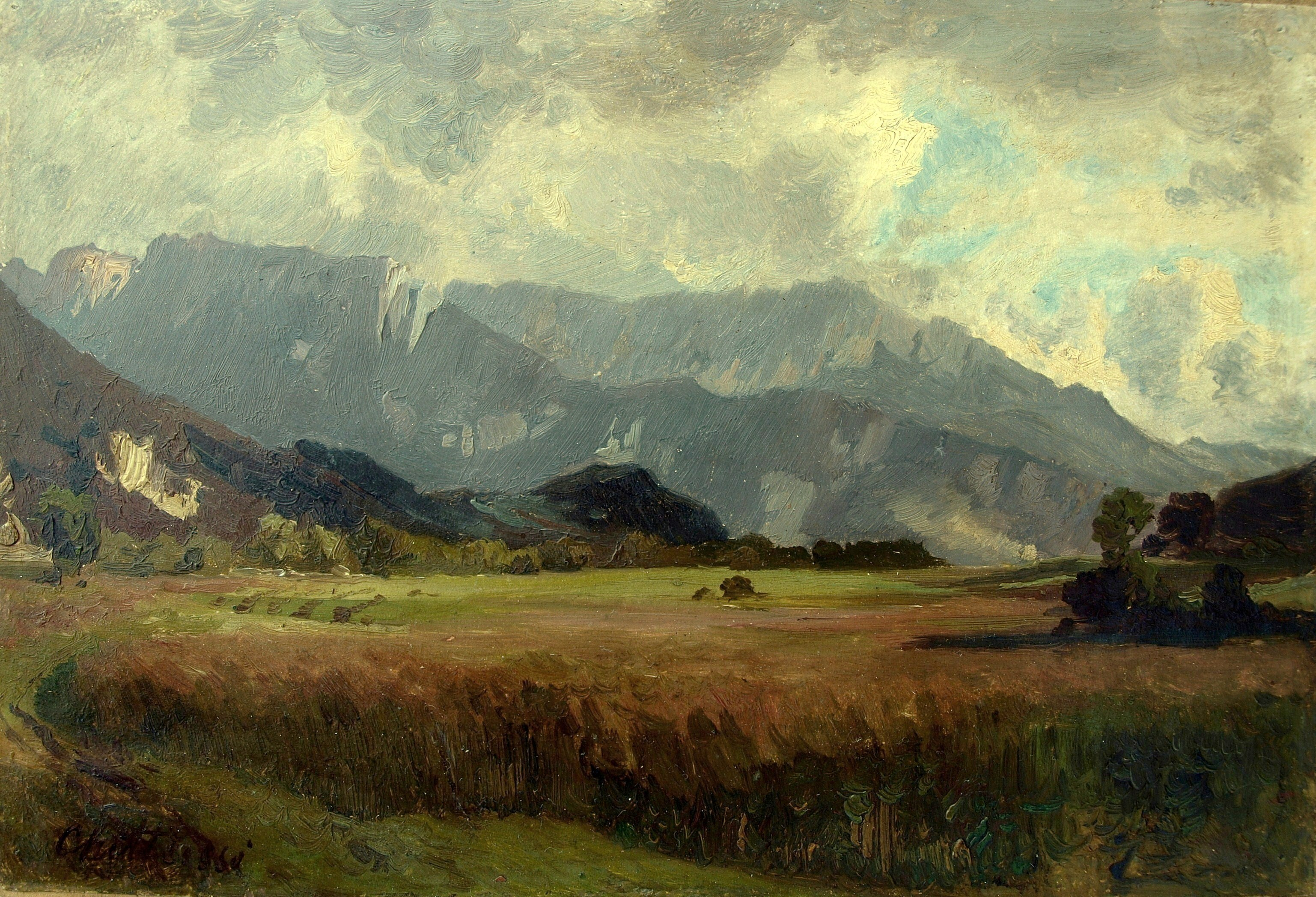
Antonín Chittussi Slovenská krajina pod Tatrami
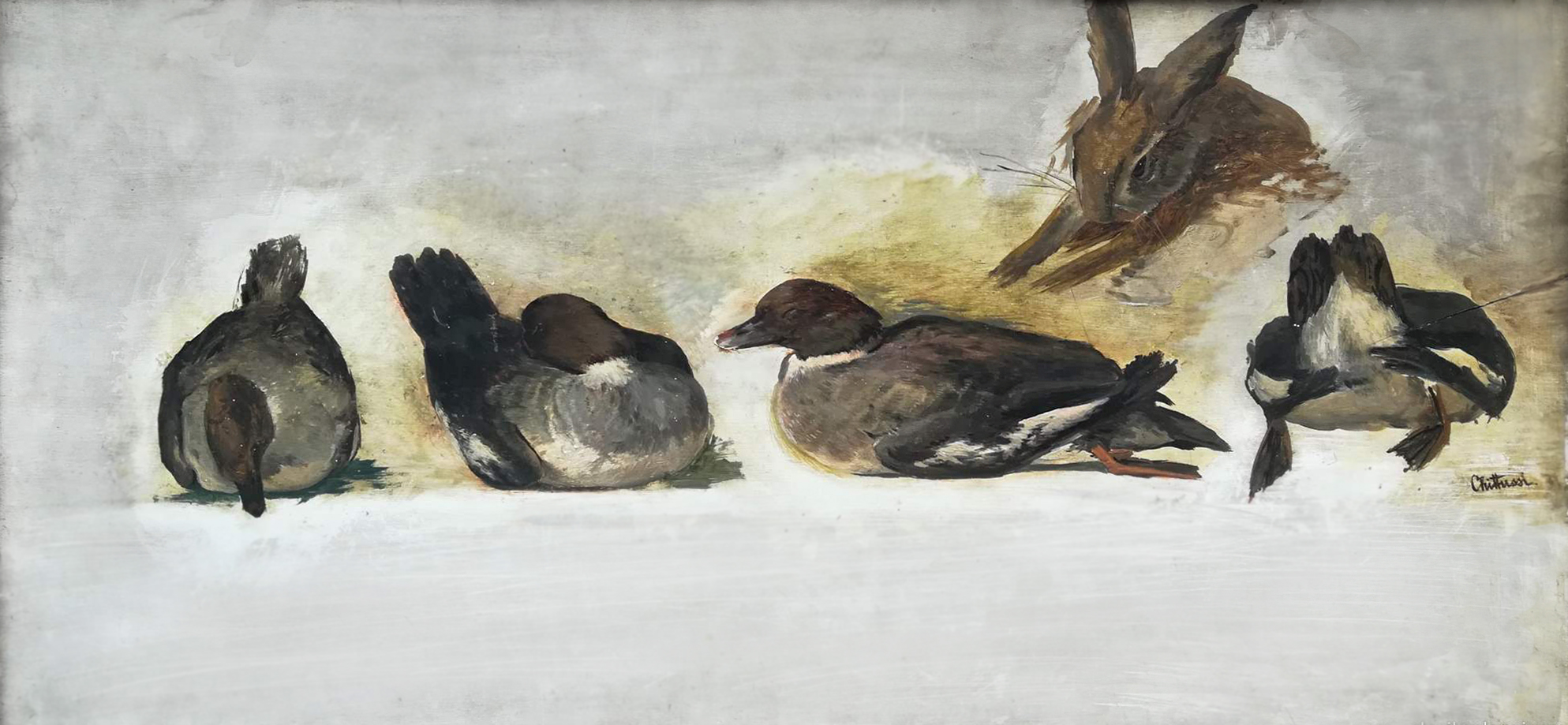
Antonín Chittussi Studie kachny ve čtyřech polohách a zajíce